# جورج دبليو. هوبر
جورج دبليو. هوبر (بالإنجليزية: George W. Huber)‏ هو قسيس ومهندس أمريكي، ولد في 1975 في لاهويا في الولايات المتحدة.